# Großer Preis von Italien 1971
Der Große Preis von Italien 1971 (offiziell 42º Gran Premio d’Italia) fand am 5. September auf dem Autodromo Nazionale di Monza in Monza statt und war das neunte Rennen der Automobil-Weltmeisterschaft 1971. Bei einer Leserwahl der Motorsport-Zeitschrift Motorsport aktuell im Dezember 2010 wurde der Grand Prix auf den dritten Platz der Besten Formel-1-Rennen aller Zeiten gewählt.

## Berichte

### Hintergrund
Ein Jahr nach dem tödlichen Unfall von Jochen Rindt reiste das offizielle Team Lotus nicht nach Monza, da man Konflikte mit der italienischen Justiz befürchtete. Stattdessen wurde für den Stammfahrer Emerson Fittipaldi ein Lotus 56 unter dem Teamnamen World Wide Racing gemeldet. Wegen anderweitiger Verpflichtungen des Stammfahrers Denis Hulme meldete auch McLaren ausnahmsweise nur einen Wagen für Jackie Oliver, ebenso wie Matra, wo infolge der weiterhin bestehenden Sperre gegen Jean-Pierre Beltoise nur Chris Amon an den Start ging.
Im Gegensatz zu diesen Teams meldete Surtees einen dritten Wagen für Mike Hailwood, der somit nach sechs Jahren Abstinenz erstmals wieder einen Grand Prix absolvierte. Teamgründer John Surtees hatte einige Tage vorher ein nicht zur Weltmeisterschaft zählendes Formel-1-Rennen im Oulton Park gewonnen.
Zum letzten Mal wurde die Rennstrecke von Monza in ihrer bis dahin bekannten Auslegung gänzlich ohne Schikanen befahren, die in den früheren Jahren zu Windschattenduellen und spannenden Rennverläufen mit knappen Ergebnissen geführt hatte.

### Training
Da auf der Hochgeschwindigkeitsstrecke die Motorleistung von entscheidender Bedeutung war, belegten die Fahrer mit V12-Motor die ersten Startplätze: auf der Pole-Position Matra-Pilot Chris Amon, dahinter die vergleichbar motorisierten Fahrer Jacky Ickx, Joseph Siffert und Howden Ganley. Der beste Fahrer mit V8-Motor war François Cevert auf Startplatz fünf.

### Rennen

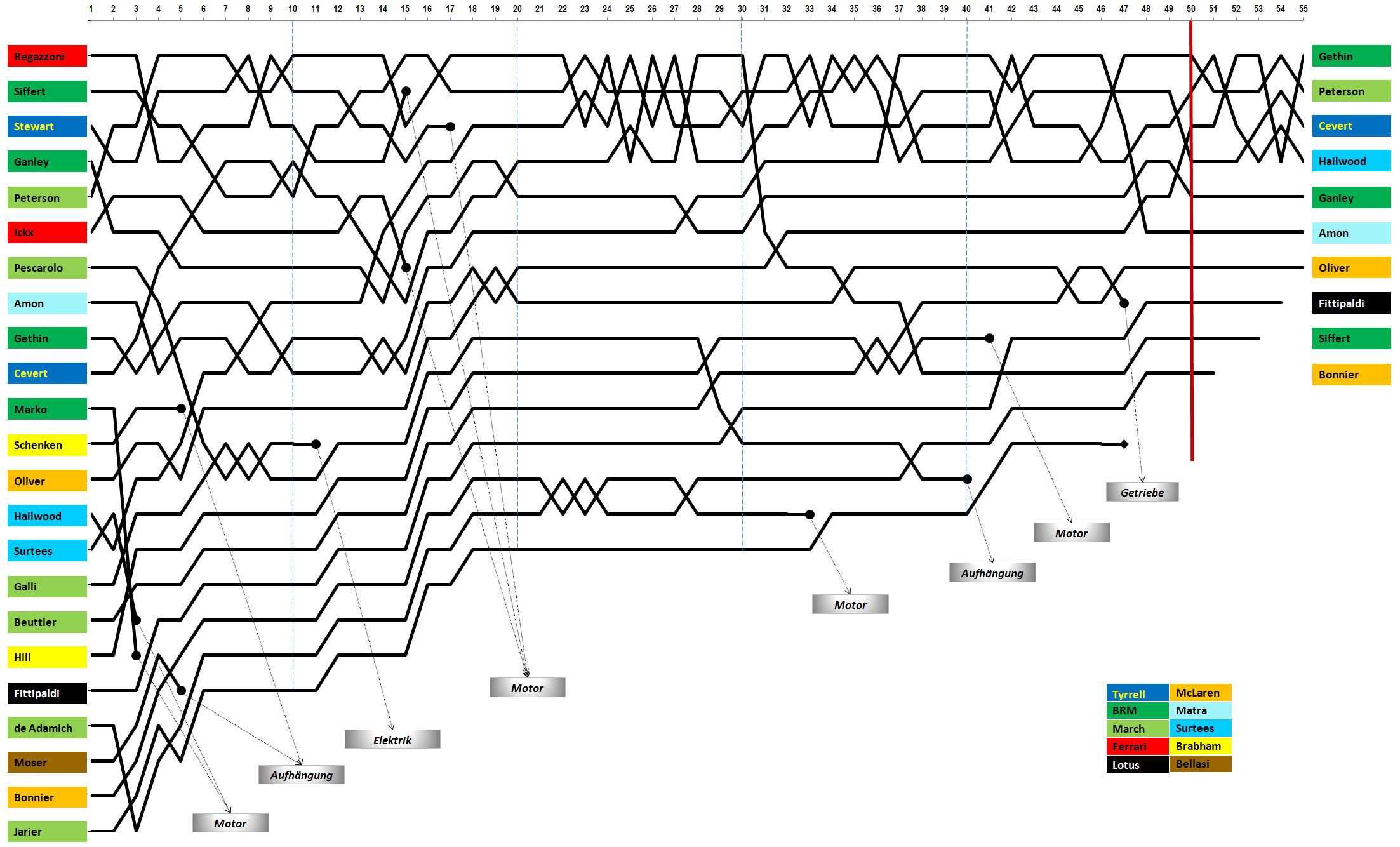
Rennverlauf

Das Rennen begann mit einem deutlichen Frühstart von Clay Regazzoni, der aus der vierten Reihe beschleunigte und die Spitze übernahm. Der Regelverstoß wurde trotz seiner Offensichtlichkeit nicht bestraft. Hinter Regazzoni bildete sich eine Verfolgergruppe, deren Führung durch die Windschattensituation ständig wechselte. In der dritten Runde konnte Ronnie Peterson als erster Regazzoni überholen, bevor er seinerseits vier Runden später von Jackie Stewart von der Spitze verdrängt wurde. Regazzoni gelang es, begünstigt durch den Windschatten, in Runde neun die Führung abermals zu erobern, bevor ihn in der folgenden Runde Peterson erneut überholte.
Nachdem in den Runden 15 bis 17 beide Ferrari sowie Stewart jeweils mit technischen Problemen ausgefallen waren, blieb eine aus zunächst sieben Fahrern bestehende Gruppe an der Spitze. Darunter waren Siffert und Ganley, die allerdings jeweils wegen überhitzter Motoren kurzzeitig zurückfielen. Unterdessen gelang es Amon und Hailwood, sich der Spitzengruppe anzuschließen. Auch Ganley fand wenig später wieder den Anschluss. Siffert schaffte es ebenfalls, nochmals zu den Führenden aufzuschließen, bevor ihn Getriebeprobleme endgültig zurückwarfen.
Kurz vor dem Ende des Rennens verlor auch Amon den Anschluss an die Führungsgruppe. Als er die getönte Sonnenfolie von seinem Helmvisier entfernen wollte, riss er versehentlich das gesamte Visier ab. Da seine Augen dadurch dem Fahrtwind ausgesetzt waren, konnte er das Tempo der Führenden nicht halten.
Selbst in der letzten Runde wechselte die Führung noch mehrfach. Cevert ging in der viertletzten Kurve in Führung, Peterson attackierte vor der letzten Kurve, der Parabolica. Aus dieser Kurve heraus beschleunigte Peter Gethin am besten und lag auf der Zielgeraden knapp in Führung. Das Quintett überquerte die Ziellinie breit gefächert. Mit einem Abstand von 0,61 Sekunden zwischen dem Sieger und dem Fünftplatzierten gilt das Ergebnis als der knappste Zieleinlauf der Formel-1-Geschichte. Zwischen dem Ersten und dem Vierten lagen gar nur 0,18 Sekunden. Amon wurde mit rund 32 Sekunden Rückstand Sechster und erhielt den letzten WM-Punkt des Tages. Keiner der sechs Punktegewinner hatte bis dahin jemals einen Grand Prix gewonnen.
Henri Pescarolo gelang in seinem von Frank Williams eingesetzten Kunden-March die schnellste Rennrunde. Dabei fuhr er eine Durchschnittsgeschwindigkeit von 247,016 km/h. Da ab dem folgenden Jahr Schikanen in die Strecke integriert wurden und auch keine andere Strecke im Formel-1-Kalender ähnliche Geschwindigkeiten zuließ, behielt dieser Rekord bis 1993 seine Gültigkeit. Erst dann konnte er von Damon Hill gebrochen werden.
Gethin erreichte seinen ersten und einzigen Grand-Prix-Sieg, obwohl er nur insgesamt drei Runden als Führender absolviert hatte. Die Führung hatte im Verlauf des Rennens zwischen acht Fahrern insgesamt 25-mal gewechselt.

## Meldeliste
| Team                           | Nr. | Fahrer             | Chassis       | Motor                     | Reifen |
| ------------------------------ | --- | ------------------ | ------------- | ------------------------- | ------ |
| Team Tyrrell                   | 2   | François Cevert    | Tyrrell 002   | Ford Cosworth DFV 3.0 V8  | G      |
| Team Tyrrell                   | 30  | Jackie Stewart     | Tyrrell 003   | Ford Cosworth DFV 3.0 V8  | G      |
| Scuderia Ferrari SpA SEFAC     | 3   | Jacky Ickx         | Ferrari 312B  | Ferrari 001 3.0 F12       | F      |
| Scuderia Ferrari SpA SEFAC     | 3   | Jacky Ickx         | Ferrari 312B2 | Ferrari 001/1 3.0 F12     | F      |
| Scuderia Ferrari SpA SEFAC     | 4   | Clay Regazzoni     | Ferrari 312B2 | Ferrari 001/1 3.0 F12     | F      |
| World Wide Racing              | 5   | Emerson Fittipaldi | Lotus 56B     | Pratt & Whitney STN76 tbn | F      |
| Rob Walker/Team Surtees        | 7   | John Surtees       | Surtees TS9   | Ford Cosworth DFV 3.0 V8  | F      |
| Auto Motor und Sport           | 8   | Rolf Stommelen     | Surtees TS9   | Ford Cosworth DFV 3.0 V8  | F      |
| Team Surtees                   | 9   | Mike Hailwood      | Surtees TS9   | Ford Cosworth DFV 3.0 V8  | F      |
| Motor Racing Developments      | 10  | Graham Hill        | Brabham BT34  | Ford Cosworth DFV 3.0 V8  | G      |
| Motor Racing Developments      | 11  | Tim Schenken       | Brabham BT33  | Ford Cosworth DFV 3.0 V8  | G      |
| Equipe Matra Sports            | 12  | Chris Amon         | Matra MS120B  | Matra MS71 3.0 V12        | G      |
| Bruce McLaren Motor Racing     | 14  | Jackie Oliver      | McLaren M14A  | Ford Cosworth DFV 3.0 V8  | G      |
| Frank Williams Racing Cars     | 16  | Henri Pescarolo    | March 711     | Ford Cosworth DFV 3.0 V8  | G      |
| Yardley Team B.R.M.            | 18  | Peter Gethin       | BRM P160      | BRM P142 3.0 V12          | F      |
| Yardley Team B.R.M.            | 19  | Howden Ganley      | BRM P160      | BRM P142 3.0 V12          | F      |
| Yardley Team B.R.M.            | 20  | Joseph Siffert     | BRM P160      | BRM P142 3.0 V12          | F      |
| Yardley Team B.R.M.            | 20T | Helmut Marko       | BRM P160      | BRM P142 3.0 V12          | F      |
| Yardley Team B.R.M.            | 21  | Helmut Marko       | BRM P153      | BRM P142 3.0 V12          | F      |
| STP March Racing Team          | 23  | Andrea de Adamich  | March 711     | Alfa Romeo T33 3.0 V8     | F      |
| STP March Racing Team          | 22  | Nanni Galli        | March 711     | Ford Cosworth DFV 3.0 V8  | F      |
| STP March Racing Team          | 25  | Ronnie Peterson    | March 711     | Ford Cosworth DFV 3.0 V8  | F      |
| Clarke-Mordaunt-Guthrie Racing | 24  | Mike Beuttler      | March 711     | Ford Cosworth DFV 3.0 V8  | F      |
| Shell Arnold Team              | 26  | Jean-Pierre Jarier | March 711     | Ford Cosworth DFV 3.0 V8  | F      |
| Jolly Club Switzerland         | 27  | Silvio Moser       | Bellasi F1 70 | Ford Cosworth DFV 3.0 V8  | G      |
| Ecurie Bonnier                 | 28  | Joakim Bonnier     | McLaren M7C   | Ford Cosworth DFV 3.0 V8  | G      |

Anmerkungen
1. ↑  Ickx wechselte während des Trainings vom Ferrari 312B2 in den 312B und nahm mit diesem auch am Rennen teil.
2. ↑  Der BRM P160 mit der Startnummer 20T stand Marko als T-Car zur Verfügung, kam jedoch nicht zum Einsatz.

## Klassifikationen

### Startaufstellung
| Pos. | Fahrer             | Konstrukteur          | Zeit    | Ø-Geschwindigkeit | Start |
| ---- | ------------------ | --------------------- | ------- | ----------------- | ----- |
| 01   | Chris Amon         | Matra                 | 1:22,40 | 251,214 km/h      | 01    |
| 02   | Jacky Ickx         | Ferrari               | 1:22,82 | 249,940 km/h      | 02    |
| 03   | Joseph Siffert     | B.R.M.                | 1:23,03 | 249,307 km/h      | 03    |
| 04   | Howden Ganley      | B.R.M.                | 1:23,15 | 248,948 km/h      | 04    |
| 05   | François Cevert    | Tyrrell-Ford          | 1:23,41 | 248,172 km/h      | 05    |
| 06   | Ronnie Peterson    | March-Ford            | 1:23,46 | 248,023 km/h      | 06    |
| 07   | Jackie Stewart     | Tyrrell-Ford          | 1:23,49 | 247,934 km/h      | 07    |
| 08   | Clay Regazzoni     | Ferrari               | 1:23,69 | 247,341 km/h      | 08    |
| 09   | Tim Schenken       | Brabham-Ford          | 1:23,73 | 247,223 km/h      | 09    |
| 10   | Henri Pescarolo    | March-Ford            | 1:23,77 | 247,105 km/h      | 10    |
| 11   | Peter Gethin       | B.R.M.                | 1:23,88 | 246,781 km/h      | 11    |
| 12   | Helmut Marko       | B.R.M.                | 1:23,96 | 246,546 km/h      | 12    |
| 13   | Jackie Oliver      | McLaren-Ford          | 1:24,09 | 246,165 km/h      | 13    |
| 14   | Graham Hill        | Brabham-Ford          | 1:24,27 | 245,639 km/h      | 14    |
| 15   | John Surtees       | Surtees-Ford          | 1:24,45 | 245,115 km/h      | 15    |
| 16   | Mike Beuttler      | March-Ford            | 1:25,01 | 243,501 km/h      | 16    |
| 17   | Mike Hailwood      | Surtees-Ford          | 1:25,17 | 243,043 km/h      | 17    |
| 18   | Emerson Fittipaldi | Lotus-Pratt & Whitney | 1:25,18 | 243,015 km/h      | 18    |
| 19   | Nanni Galli        | March-Ford            | 1:25,19 | 242,986 km/h      | 19    |
| 20   | Andrea de Adamich  | March-Alfa Romeo      | 1:25,78 | 241,315 km/h      | 20    |
| 21   | Joakim Bonnier     | McLaren-Ford          | 1:26,14 | 240,306 km/h      | 21    |
| 22   | Silvio Moser       | Bellasi-Ford          | 1:26,54 | 239,196 km/h      | 22    |
| 23   | Rolf Stommelen     | Surtees-Ford          | 1:27,92 | 235,441 km/h      | 23    |
| 24   | Jean-Pierre Jarier | March-Ford            | 1:28,19 | 234,720 km/h      | 24    |

### Rennen
| Pos. | Fahrer             | Konstrukteur          | Runden | Stopps | Zeit       | Start | Schnellste Runde |
| ---- | ------------------ | --------------------- | ------ | ------ | ---------- | ----- | ---------------- |
| 01   | Peter Gethin       | B.R.M.                | 55     | 0      | 1:18:12,60 | 11    | 1:24,1           |
| 02   | Ronnie Peterson    | March-Ford            | 55     | 0      | + 0,01     | 06    | 1:24,1           |
| 03   | François Cevert    | Tyrrell-Ford          | 55     | 0      | + 0,09     | 05    | 1:24,3           |
| 04   | Mike Hailwood      | Surtees-Ford          | 55     | 0      | + 0,18     | 17    | 1:24,1           |
| 05   | Howden Ganley      | B.R.M.                | 55     | 0      | + 0,61     | 04    | 1:24,0           |
| 06   | Chris Amon         | Matra                 | 55     | 0      | + 32,26    | 01    | 1:24,2           |
| 07   | Jackie Oliver      | McLaren-Ford          | 55     | 0      | + 1:24,83  | 13    | 1:24,1           |
| 08   | Emerson Fittipaldi | Lotus-Pratt & Whitney | 54     | 0      | + 1 Runde  | 18    | 1:25,9           |
| 09   | Joseph Siffert     | B.R.M.                | 53     | 0      | + 2 Runden | 03    | 1:24,2           |
| 10   | Joakim Bonnier     | McLaren-Ford          | 51     | 0      | + 4 Runden | 21    | 1:28,3           |
| –    | Graham Hill        | Brabham-Ford          | 47     | 0      | DNF        | 14    | 1:25,2           |
| –    | Jean-Pierre Jarier | March-Ford            | 47     | 1      | NC         | 24    | 1:30,6           |
| –    | Mike Beuttler      | March-Ford            | 41     | 0      | DNF        | 16    | 1:25,4           |
| –    | Henri Pescarolo    | March-Ford            | 40     | 0      | DNF        | 10    | 1:23,8           |
| –    | Andrea de Adamich  | March-Alfa Romeo      | 33     | 0      | DNF        | 20    | 1:29,8           |
| –    | Clay Regazzoni     | Ferrari               | 17     | 0      | DNF        | 08    | 1:24,9           |
| –    | Jacky Ickx         | Ferrari               | 15     | 0      | DNF        | 02    | 1:24,8           |
| –    | Jackie Stewart     | Tyrrell-Ford          | 15     | 0      | DNF        | 07    | 1:24,8           |
| –    | Nanni Galli        | March-Ford            | 11     | 0      | DNF        | 19    | 1:24,2           |
| –    | Tim Schenken       | Brabham-Ford          | 5      | 0      | DNF        | 09    | 1:24,3           |
| –    | Silvio Moser       | Bellasi-Ford          | 5      | 0      | DNF        | 22    | 1:28,8           |
| –    | Helmut Marko       | B.R.M.                | 3      | 0      | DNF        | 12    | 1:26,4           |
| –    | John Surtees       | Surtees-Ford          | 3      | 0      | DNF        | 15    | 1:25,7           |
| DNS  | Rolf Stommelen     | Surtees-Ford          | –      | –      | –          | 23    | –                |

## WM-Stände nach dem Rennen
Die ersten sechs des Rennens bekamen 9, 6, 4, 3, 2, 1 Punkt(e). Die besten fünf Ergebnisse der ersten sechs Rennen und die besten vier der letzten fünf Rennen zählten zur Meisterschaft. In der Konstrukteurswertung zählten dabei nur die Punkte des bestplatzierten Fahrers eines Teams.

### Fahrerwertung
| Pos. | Fahrer               | Konstrukteur                       | Punkte |
| ---- | -------------------- | ---------------------------------- | ------ |
| 01   | Jackie Stewart       | Tyrrell-Ford                       | 51     |
| 02   | Ronnie Peterson      | March-Ford                         | 23     |
| 03   | Jacky Ickx           | Ferrari                            | 19     |
| 04   | François Cevert      | Tyrrell-Ford                       | 16     |
| 05   | Emerson Fittipaldi   | Lotus-Pratt & Whitney / Lotus-Ford | 16     |
| 06   | Joseph Siffert       | B.R.M.                             | 13     |
| 07   | Mario Andretti       | Ferrari                            | 12     |
| 08   | Clay Regazzoni       | Ferrari                            | 12     |
| 09   | Peter Gethin         | B.R.M. / McLaren-Ford              | 9      |
| 10   | Pedro Rodríguez †    | B.R.M.                             | 9      |
| 11   | Chris Amon           | Matra                              | 9      |
| 12   | Reine Wisell         | Lotus-Pratt & Whitney / Lotus-Ford | 7      |
| 13   | Denis Hulme          | McLaren-Ford                       | 6      |
| 14   | Tim Schenken         | Brabham-Ford                       | 5      |
| 15   | Henri Pescarolo      | March-Ford                         | 4      |
| 16   | Rolf Stommelen       | Surtees-Ford                       | 3      |
| 17   | John Surtees         | Surtees-Ford                       | 3      |
| 18   | Mike Hailwood        | Surtees-Ford                       | 2      |
| 19   | Graham Hill          | Brabham-Ford                       | 2      |
| 20   | Howden Ganley        | B.R.M.                             | 2      |
| 21   | Jean-Pierre Beltoise | Matra                              | 1      |

| Pos. | Fahrer             | Konstrukteur              | Punkte |
| ---- | ------------------ | ------------------------- | ------ |
| 22   | Brian Redman       | Surtees-Ford              | 0      |
| 23   | Gijs van Lennep    | Surtees-Ford              | 0      |
| 24   | Jackie Oliver      | McLaren-Ford              | 0      |
| 25   | Joakim Bonnier     | McLaren-Ford              | 0      |
| 26   | Nanni Galli        | March-Alfa Romeo          | 0      |
| 27   | Vic Elford         | B.R.M.                    | 0      |
| 28   | Helmut Marko       | B.R.M.                    | 0      |
| 29   | Andrea de Adamich  | March-Alfa Romeo          | 0      |
| 30   | François Mazet     | March-Ford                | 0      |
| –    | Dave Charlton      | Lotus-Ford / Brabham-Ford | 0      |
| –    | John Love          | March-Ford                | 0      |
| –    | Jackie Pretorius   | Brabham-Ford              | 0      |
| –    | Àlex Soler-Roig    | March-Ford                | 0      |
| –    | Skip Barber        | March-Ford                | 0      |
| –    | Dave Walker        | Lotus-Pratt & Whitney     | 0      |
| –    | Max Jean           | March-Ford                | 0      |
| –    | Derek Bell         | Surtees-Ford              | 0      |
| –    | Mike Beuttler      | March-Ford                | 0      |
| –    | Niki Lauda         | March-Ford                | 0      |
| –    | Jean-Pierre Jarier | March-Ford                | 0      |
| –    | Silvio Moser       | Belassi-Ford              | 0      |

### Konstrukteurswertung
| Pos. | Konstrukteur | Punkte |
| ---- | ------------ | ------ |
| 01   | Tyrrell-Ford | 55     |
| 02   | Ferrari      | 32     |
| 03   | B.R.M.       | 30     |
| 04   | March-Ford   | 24     |
| 05   | Lotus-Ford   | 19     |
| 06   | Matra        | 9      |

| Pos. | Konstrukteur     | Punkte |
| ---- | ---------------- | ------ |
| 07   | Surtees-Ford     | 8      |
| 08   | McLaren-Ford     | 6      |
| 09   | Brabham-Ford     | 5      |
| 10   | March-Alfa Romeo | 0      |
| –    | Bellasi-Ford     | 0      |